# Kyle MacDonald
Kyle MacDonald est un homme d'origine canadienne, né le 3 octobre 1979 et originaire de Belcarra (Colombie-Britannique), qui s'est rendu célèbre pour être parvenu, par une série de trocs à partir d’un trombone rouge, à obtenir une maison dans la ville de Kipling en Saskatchewan.

## Son histoire

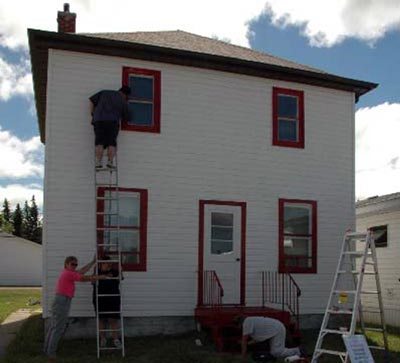
La maison en question.

Le 12 juillet 2005, en contemplant les objets posés sur son bureau, Kyle remarque un petit trombone rouge. Il lui vient alors une idée : partir de ce petit trombone sans valeur pour acquérir une maison, un an plus tard, soit le 12 juillet 2006.
Kyle a commencé par échanger son trombone contre un stylo en forme de poisson, lui-même échangé contre un bouton de porte sculpté, lui-même troqué contre un réchaud, suivi d'un générateur électrique. Le générateur est ensuite échangé contre une pompe à bière, puis une motoneige, une camionnette, un contrat avec une maison de disques pour enregistrer une maquette, un an de location gratuite à Phoenix… Au fil des échanges, les médias s'intéressent à son pari un peu fou et une communauté de fans s'établit autour de Kyle. Il échange ensuite l'année de location contre un après-midi avec son idole Alice Cooper, après-midi qu'il troque contre une boule à neige. Les fans ne comprennent pas ce choix, qu'ils jugent régressif. Pourtant, quelque temps après, l'acteur américain Corbin Bernsen, grand collectionneur de boule à neige, le contacte et lui propose d'échanger la boule à neige contre un rôle dans son prochain film. Début juillet 2006, donc dans le délai que Kyle s'était imposé, la ville de Kipling échange ce petit rôle contre une maison, où s'installe Kyle peu de temps après.
Kyle a fait de son histoire un livre, intitulé Un trombone rouge.

## L'exploit
En tentant cette expérience, Kyle avait plusieurs buts :
- chaque échange s'est fait dans une ville différente ; ce pari l'a beaucoup fait voyager, et l'a amené à rencontrer des gens avec qui il a beaucoup partagé. Il a tenu au jour le jour un blog relatant son expérience ;
- en troquant l'après-midi avec Alice Cooper contre cette boule à neige, Kyle voulait montrer que ce n'était pas la valeur matérielle de l'objet qui comptait, mais la valeur subjective et sentimentale qu'on pouvait lui apporter. La preuve en fut donnée avec Corbin Bernsen, qui attachait énormément d'importance à posséder tous les types de boule à neige ;
- il considère être revenu aux bases du commerce avec son pari : le troc, fondé sur le véritable échange, la communication, le dialogue et l'attachement ;
- Kyle MacDonald est entré dans le Livre Guinness des records 2008, dans la catégorie Most successful Internet trade (« échange Internet ayant eu le plus de succès »).

## L'inspirateur
Son histoire a inspiré de nombreuses personnes qui se sont à leur tour lancées dans le jeu du troc. La plupart ont échoué, se heurtant aux difficultés de l'exercice ; on peut néanmoins noter l'exploit d'un jeune Français, Stanislas Wodzynski, qui, en seulement 15 jours et en 6 échanges, a réussi à troquer une graine de haricot contre un tableau, qu'il a revendu 140 euros, somme offerte pour la construction d’une bibliothèque dans un orphelinat bulgare. Un film a été réalisé et diffusé au cinéma sous le nom de Trocades bulgares.
Inspirée par Kyle McDonald, l’Américaine Demi Skipper, a dans le cadre de son projet TradeMeProject troqué en 28 échanges une épingle à cheveux contre une maison à Clarksville, dans le Tennessee. Son projet a duré 18 mois.